# Atom Heart Mother
Atom Heart Mother je páté album anglické skupiny Pink Floyd. Bylo vydáno v říjnu 1970 (viz 1970 v hudbě) a stalo se prvním albem kapely, které se v britském žebříčku dostalo na první místo. Deska již nepatří mezi psychedelická alba druhé poloviny 60. let, Atom Heart Mother je u Pink Floyd počátkem progresivního a symfonického rocku, důležitou roli zde také hraje orchestr s dechovou sekcí a sbor.

## Popis alba a jeho historie
Úvodní a zároveň titulní skladba „Atom Heart Mother“ zabírá celou první stranu původní gramofonové desky a svou délkou téměř 24 minut je nejdelší skladbou Pink Floyd, kterou skupina oficiálně vydala. V rámci oficiální diskografie ji v délce překonává pouze „Shine On You Crazy Diamond“, na albu Wish You Were Here ale byla tato skladba rozdělena do dvou částí, mezi nimiž se nachází další písně. Původní název „Atom Heart Mother“ byl „The Amazing Pudding“, Ron Geesin, který měl na této skladbě velký podíl, používal název „Epic“. Konečný název byl vybrán zcela náhodně; když členy skupiny žádný vhodný nenapadal, podívali se do novin (Evening Standard z 16. července 1970), kde objevili článek o 56leté ženě, matce, která měla kardiostimulátor s atomovým pohonem. „Atom Heart Mother“ je rozsáhlá skladba s orchestrálním aranžmá od Rona Geesina a sborem. Kompozičně je rozdělena do šesti částí:
1. „Father's Shout“ – začátek skladby po zvuk koní a následně motocyklů (do 2:59)
2. „Breast Milky“ – duet violy, varhan, poté se připojují bicí, kytara a postupně orchestr (do 5:22)
3. „Mother Fore“ – tichá chorálová sekce doprovázená varhanami, bicími a činely (do 10:11)
4. „Funky Dung“ – nastupují kytary, varhany, sólové kytary, baskytara, chór zpívá slabikové party v silnějším rytmu, v závěru dechový přechod (do 15:25)
5. „Mind Your Throats Please“ – spíše psychedelická část skladby s pulzujícím zvukem varhan a mixovaných zvuků (do 17:44)
6. „Remergence“ – přechod psychedelické části k harmonickému, slavnostnímu návratu orchestru, varhan, kytar, smyčců a k chorálům v klasickém orchestrálním závěru

Na druhé straně vinylové desky (či druhé části CD) se nachází tři autorské skladby: folková balada „If“ od baskytaristy Rogera Waterse, klávěsově-dechová „Summer '68“ od Ricka Wrighta a progresivní folkrocková „Fat Old Sun“ od Davida Gilmoura, který v této písni kromě kytary hraje i na baskytaru a bicí (doprovází jej pouze Wrightovy klávesy).
Poslední skladbou alba je třináctiminutová experimentální skladba „Alan's Psychedelic Breakfast“ inspirovaná ranními rituály jednoho z tzv. roadies kapely, Alana Stilese. Má tyto tři části:
1. „Rise and Shine“ (do 4:29)
2. „Sunny Side Up“ (do 8:19)
3. „Morning Glory“

Na přebalu alba je vyobrazena obyčejná kráva na pastvě, která není nijak spojena s žádnou skladbou. Protože skupina chtěla na přebalu nějakou obyčejnou věc, jeho autor, Storm Thorgerson ze skupiny Hipgnosis inspirovaný „kraví tapetou“ od Andyho Warhola, vyrazil autem na venkov a vyfotil první krávu, kterou spatřil. Její majitel ji poté identifikoval jako „Lulubelle III“.

## Vydávání alba a jeho umístění
Album kapela nahrála v Abbey Road v Londýně mezi březnem a srpnem 1970. Vydáno bylo v říjnu téhož roku. Ve Spojeném království dosáhlo první příčky (nejúspěšnější album skupiny do té doby) a 55. místa v USA.
Na CD vyšlo Atom Heart Mother poprvé v roce 1987, v remasterované verzi potom v roce 1994 (Spojené království) a 1995 (USA).

## Seznam skladeb
| Strana 1 | Strana 1                           | Strana 1                               | Strana 1 |
| Pořadí   | Název                              | Autor                                  | Délka    |
| -------- | ---------------------------------- | -------------------------------------- | -------- |
| 1.       | Atom Heart Mother (instrumentální) | Gilmour, Mason, Waters, Wright, Geesin | 23:44    |

| Strana 2       | Strana 2                                      | Strana 2                       | Strana 2 |
| Pořadí         | Název                                         | Autor                          | Délka    |
| -------------- | --------------------------------------------- | ------------------------------ | -------- |
| 1.             | If                                            | Waters                         | 4:31     |
| 2.             | Summer '68                                    | Wright                         | 5:29     |
| 3.             | Fat Old Sun                                   | Gilmour                        | 5:22     |
| 4.             | Alan's Psychedelic Breakfast (instrumentální) | Gilmour, Mason, Waters, Wright | 13:00    |
| Celková délka: | Celková délka:                                | Celková délka:                 | 52:06    |

## Obsazení
- Pink Floyd:
  - David Gilmour – kytary, baskytara ve skladbách „Fat Old Sun“ a „Alan's Psychedelic Breakfast“ (část „Morning Glory“), bicí ve skladbě „Fat Old Sun“, zpěv ve skladbě „Fat Old Sun“
  - Roger Waters – baskytara, akustická kytara ve skladbě „If“, zvukové efekty a koláže, zpěv ve skladbě „If“
  - Rick Wright – klávesy, klavír, zpěv ve skladbě „Summer '68“
  - Nick Mason – bicí, perkuse
- John Aldiss Choir – sbor
- Alan Stiles – hlas ve skladbě „Alan's Psychedelic Breakfast“
- Abbey Road Session Pops Orchestra – dechové sekce a orchestrální části
- Philip Jones Brass Ensemble – dechové nástroje

### Technická podpora
- Alan Parsons a Peter Brown – zvukoví inženýři
- Ron Geesin – orchestrální aranžmá a spolupráce na kompozici skladby „Atom Heart Mother“
- James Guthrie – remastering v roce 1994